# Annona echinata
Annona echinata är en kirimojaväxtart som beskrevs av Michel Félix Dunal. Annona echinata ingår i släktet annonor, och familjen kirimojaväxter. Inga underarter finns listade i Catalogue of Life.